# باتريك كارتر
باتريك كارتر (بالإنجليزية: Patrick Carter)‏ هو لاعب كرة قدم أمريكية أمريكي، ولد في 6 فبراير 1985 في سانت بيترسبرغ في الولايات المتحدة.

## وصلات خارجية
- باتريك كارتر على موقع مرجع كرة القدم المحترفة.كوم (الإنجليزية)
- باتريك كارتر على موقع JustSportsStats.com (الإنجليزية)